# Kozacki oddział wywiadowczo-dywersyjny Abwehrkommando Nachrichtenbeobachter
Kozacki oddział wywiadowczo-dywersyjny Abwehrkommando Nachrichtenbeobachter (ros. Kазачий разведовательно-диверсионный отряд разведывательной абверкоманды НБО) – ochotniczy oddział wojskowy Abwehry złożony z Kozaków podczas II wojny światowej
Oddział został sformowany w grudniu 1941 r. w miasteczku Tawel koło okupowanego Symferopolu. Na jego czele stanął Sonderführer Iwan N. Szalibalijew (Szalibabajew), b. pułkownik rosyjskiej armii. Oddział działał przy wywiadowczej komandzie Nachrichtenbeobachter (NBO) Abwehry, prowadzącej wywiad morski i działalność dywersyjną na obszarze Morza Czarnego i Morza Azowskiego. Kozacy pełnili głównie funkcje antypartyzanckie i ochronne, w mniejszym zaś stopniu wywiadowczo-dywersyjne. Latem 1942 r. wzięli udział w 3 ataku na Sewastopol. W październiku 1943 r. wraz ze swoim macierzystym oddziałem NBO zostali przeniesieni na Ukrainę.